# 수쿰비오스주

수쿰비오스 주의 위치

수쿰비오스주(스페인어: Provincia de Sucumbíos)는 에콰도르 북동부에 위치한 주로 주도는 누에바로하이며 면적은 18,084.42km2, 인구는 176,472명(2010년 기준), 인구 밀도는 9.8명/km2이다. 1989년 2월 11일에 신설되었으며 7개 지방 자치체를 관할한다. 북쪽으로는 콜롬비아, 동쪽으로는 페루와 국경을 접하며 남쪽으로는 오레야나 주와 나포 주, 서쪽으로는 피친차 주, 임바부라 주, 카르치 주와 접한다.

주기

## 같이 보기
- 에콰도르의 주